# Alvaneu
Alvaneu (Reto-Romaans: Alvagni; Italiaans (verouderd): Alvanova of Alvignino) is een voormalige gemeente en plaats in het Zwitserse kanton Graubünden, en maakt deel uit van het district Albula. In 2015 is de gemeente gefuseerd samen met de andere buurgemeenten Alvaschein, Mon, Stierva, Tiefencastel, Brienz/Brinzauls en Surava tot de nieuwe fusiegemeente Albula/Alvra.
Alvaneu telt 421 inwoners.